# Zacatipa
Zacatipa är en ort i Mexiko.   Den ligger i kommunen Huautla och delstaten Hidalgo, i den sydöstra delen av landet, 190 km nordost om huvudstaden Mexico City. Zacatipa ligger 546 meter över havet och antalet invånare är 442.
Terrängen runt Zacatipa är huvudsakligen lite kuperad. Zacatipa ligger uppe på en höjd. Runt Zacatipa är det ganska tätbefolkat, med 96 invånare per kvadratkilometer. Närmaste större samhälle är Xochiatipan de Castillo, 13,3 km söder om Zacatipa. Omgivningarna runt Zacatipa är en mosaik av jordbruksmark och naturlig växtlighet.